# Iroha Nagata
Pour les articles homonymes, voir Nagata (homonymie).

a Compétitions nationales et continentales officielles uniquement.

b Matchs officiels uniquement.
Iroha Nagata (長田 いろは, Nagata Iroha), née le 21 décembre 1998 à Moji-ku (Japon), est une joueuse internationale japonaise de rugby à XV évoluant au poste de troisième ligne aile. Elle est capitaine de l'équipe du Japon.

## Biographie
Iroha Nagata naît le 21 décembre 1998 à Moji-ku au Japon.
Elle participe à la Coupe du monde 2017.
En 2022, elle joue pour le club des Arukas Queen Kumagaya (ja). Elle compte seize sélections en équipe du Japon quand elle est retenue en septembre 2022 pour disputer la Coupe du monde en Nouvelle-Zélande.
En juillet 2025, comptant désormais 38 capes en équipe nationale, elle est à nouveau retenue pour la Coupe du monde.